# Exposition artistique
Pour l’article homonyme, voir Exposition.

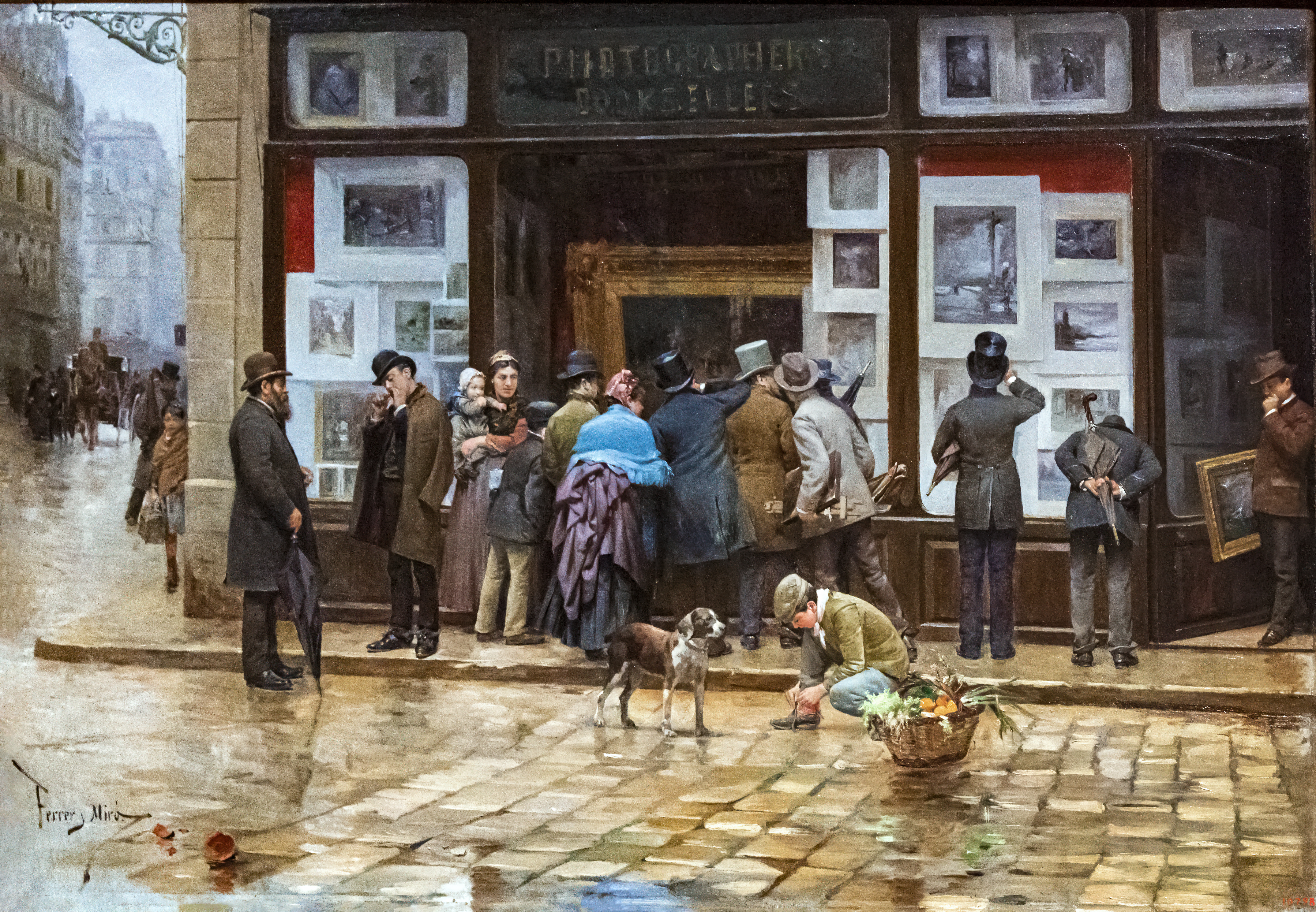
Exposition publique d'un tableau - Joan Miró - MNAC

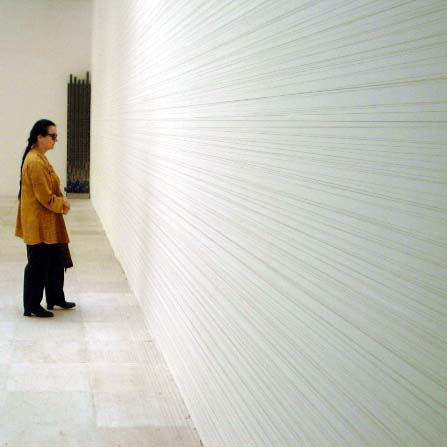
Exposition de la Biennale de Venise 2001

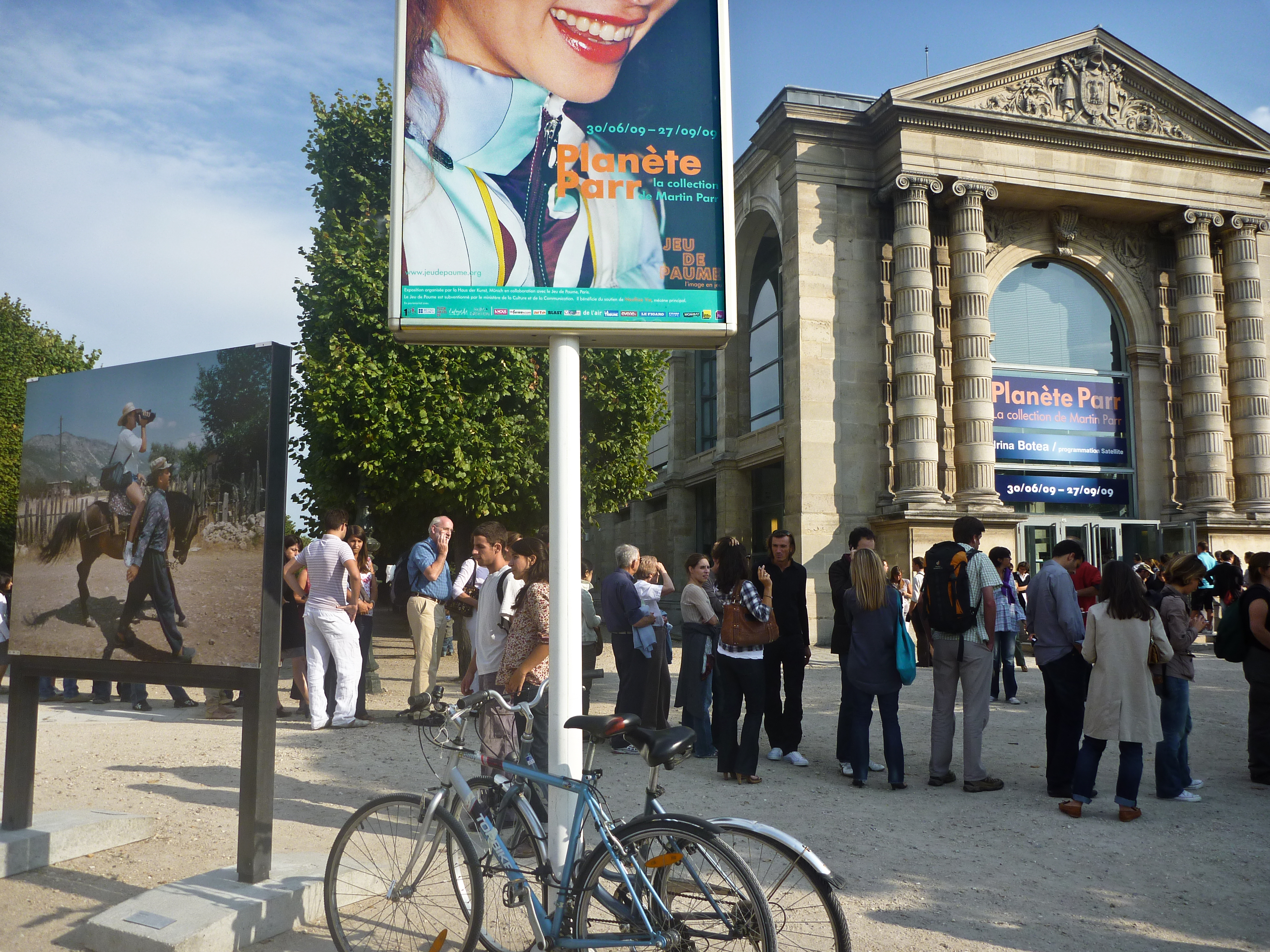
File d'attente pour l'exposition temporaire Planète Parr au Jeu de Paume, Paris, été 2009

Une exposition artistique (ou exposition d'art) désigne traditionnellement l'espace et le temps où des œuvres et objets d'art rencontrent un public (spectateur). 
Une exposition temporaire s'achève à l'issue d'une période déterminée, par opposition à une exposition permanente qui présente des collections sans limite de temps. 
Une exposition peut être organisée de manière périodique sous la forme d'un salon comme le récent Fine Arts Paris et revenir annuellement à la même saison comme le plus ancien Salon d'automne. 
Une exposition peut présenter des peintures, dessins, photographies, sculptures, installations, vidéos, sons, performances d'artistes ou de groupes d'artistes ou bien des collections d'une forme spécifique d'art. 
Les œuvres peuvent être exposées dans des institutions spécialisées (musées, centre d'art), des galeries privées, ou des lieux dont la destination principale n'est ni la présentation, ni la vente d'art (bar, hall d'entreprise, mairie, etc.). 
Une distinction importante existe entre les expositions où les œuvres sont en vente (galerie), et celles où elles ne le sont pas. 

## Types d'expositions
On distingue plusieurs types d'expositions :
- Rétrospective
- Exposition permanente
- Exposition de groupe
- Exposition à thème
- Exposition itinérante
- Temporaire

## Histoire des expositions artistiques
La pratique des expositions d'art remonte au moins à 1673, quand l'institution royale française de patronage artistique, l'Académie royale de peinture et de sculpture (une division de l'Académie des Beaux-Arts), a tenu sa première exposition semi-publique d'œuvres d'art au Salon Carré. Ce fut le début d'un type particulier d'exposition régulière où n'importe quel artiste peut soumettre des œuvres pour l'exposition. Ce type d'exposition devint important, et souvent controversé, aux XIXe et XXe siècles, et a stimulé fortement le développement de l'académisme. Ainsi l'étude de l'histoire de l'art de ces siècles ne peut se faire sans référence à ces fréquentes expositions, qui se multiplièrent dans toutes les nations occidentales. Les plus grandes expositions furent le Salon de Paris organisé dès 1725 au Louvre, et à Londres l'exposition de l'Académie Royale (Royal Academy Summer Exhibition) organisée chaque année à partir de 1769[réf. nécessaire].
Les expositions de produits de l’industrie française, en 1801 et 1819, ont également contribué à relancer l'économie française tout en nous laissant de magnifiques réalisations telle celle de la toilette en cristal et bronze, qui avait reçu une médaille d'or, et qui fut acquise par la  duchesse de Berry pour son château de Rosny-sur-Seine.
L'histoire américaine des expositions d'art moderne débute à New York en 1913 avec l'Armory Show, où l'avant-garde européenne fut présentée pour la première fois aux États-Unis. La neuvième exposition Street art (9th Street Art Exhibition), du 21 mai au 10 juin 1951 fut une exposition historique par l'inauguration de nouveaux courants, et la présentation des artistes de l'avant-garde new-yorkaise (la New York School). 
Une des expositions internationales d'art contemporain les plus notables est probablement la documenta de Cassel (Allemagne) organisée tous les cinq ans depuis 1955, présentant les artistes internationaux et les nouvelles tendances. D'influence similaire, la Biennale de Venise (Italie), organisée tous les deux ans, présente des œuvres réparties entre les pavillons des différents pays.
Les expositions artistiques débutent habituellement par un vernissage (ou une ouverture), ouvert au grand public ou réservé à des invités, dont la promotion s'effectue habituellement par des cartons d'invitation. De nombreuses expositions élaborent des catalogues présentant les photographies des œuvres et des commentaires d'experts. Ces catalogues sont habituellement sous la forme d'ouvrages, bien qu'il puisse aujourd'hui apparaître parfois sous la forme d'un CD-ROM.
Les photographies documentant les expositions (scénographie, organisation, etc.) sont une source importante pour l’écriture de l’histoire des expositions.

## La conservation
Les facteurs environnementaux
Les problèmes principaux de la conservation concernent :
- l'éclairage
- l'humidité
- la température.